# 40-я кавалерийская дивизия
40-я кавалерийская дивизия (40 кд) — кавалерийское соединение (кавалерийская дивизия) облегчённого состава РККА Вооружённых Сил СССР в годы Великой Отечественной войны, воевала в составе 51-й и Приморской армий, участвовала в Крымской оборонительной операции, в начальном периоде обороны Севастополя 1941—1942 годов. В ходе тяжёлых оборонительных боёв потеряла личный и конный состав и 25 марта 1942 была расформирована.

## История

### Формирование
23 июля 1941 года была принята директива Генерального штаба РККА № 4/1293/орг. о создании лёгких (рейдовых) кавалерийских дивизий численностью в 2939 бойцов и командиров, 3147 лошадей. Каждая дивизия включала по три кавалерийских полка в 940 человек и 1018 лошадей, управление имело «облегчённый» штат в 85 человек. Кавалерийский полк состоял из четырёх сабельных и одного пулемётного эскадрона в 12 станковых пулемётов, батареи из четырёх 76,2-мм и двух 45-мм противотанковых орудий. В бронетанковом эскадроне полагалось иметь 34 человека и 9 бронемашин или лёгких танков.
В июле— августе 1941 года в СКВО были сформированы и отправлены на фронт 17 кавалерийских дивизий (30, 35, 38, 40, 42, 43, 47, 50, 52, 53, 55, 56, 60, 62, 64, 66, 68-я).
40-я кд была сформирована 26 июля 1941 года в СКВО в районе станицы Кущевская в соответствие с постановлением ГКО № ОРГ/2555, от 20 июля 1941 года. В составе 147-го, 149-го, 151-го кавалерийских полков. Командиром дивизии был назначен бывший командир 205-й мд 14-го мехкорпуса в Белоруссии полковник Кудюров Ф. Ф.
Дивизия передислоцирована в Крым 15 августа 1941 года по железной дороге. 20 августа разгрузившись на станции Сейтлер 40-я кд сосредоточилась в районе Джанкоя составляя резерв 9-го стрелкового корпуса П. И. Батова занимавшегося обороной Перекопа. Рядовой состав был недостаточно обучен и не обстрелян. Не было средств связи, не было штатных тачанок и пулеметы возили на телегах. С конца августа части дивизии приступили к созданию оборонительного рубежа севернее Джанкоя, одновременно входя в состав мобильной группы генерал-майора Д. И. Аверкина (40-я, 42-я, 48-я кд).

### Крымская оборонительная операция

#### Отражение немецкого штурма Перекопа
К октябрю три кавалерийские дивизии наличные в Крыму были сосредоточены на севере части полуострова как мобильный резерв на случай прорыва Ишуньских позиций. Группа полковника В. В. Глаголева действовавшая за 172-й стрелковой дивизией состояла из отдельного мототанкетного полка, одного 154-го полка 42-й кд, двух кавполков (149-го и 151-го) 40-й кд, 55-го бронетанкового эскадрона, артпарка 40-й кавдивизии. 141-й кавалерийский полк 42-й кд находился в районе Симферополя в противодесантной обороне. Мототанкетный полк (командир подполковник Гренадеров, бывший начальник АБТС 157-й дивизии) насчитывал один батальон мотопехоты (около 300 человек на грузовиках) и два батальона по 25 танкеток устаревших типов.
18 октября 1941 года противник начал штурм передней полосы Ишуньских позиций. К 20 октября оборона наших войск в межозерном дефиле была прорвана и противник прорвав оборону 172-я сд на реке Чатарлык продвигался на юг. 21 октября 40-я кд нанесла контрудар вместе со 2-й кд переброшенной из Одессы и отбросили противника на прежние позиции (Бой-Казак татарский). Вечером 22 октября 50-я пехотная дивизия немцев вновь перешла в наступление на приморском фланге и овладела деревнями Онгар-Найман и Воронцовкой. К 23 октября к району боев из Севастополя стали подходить основные части Приморской армии ранее переброшенной из Одессы. К исходу 23 октября части 42-я кд вместе с 5-м танковым полком С. П. Баранова оборонялись на крайнем левом фланге примыкающим к морю в 1,5 км южнее Онгар-Найман. 24 октября части 40-я и 42-я кд при поддержке 54-го сп из состава 25-й Чапаевской сд вновь атаковали противника. Удалось отбить Онгар-Найман и немного продвинуться на север.

#### Прорыв Перекопского перешейка и отход к Севастополю
С 26 октября противник ввел в бой новую 170-я пехотная дивизия. Оборона Приморской армии развалилась. Части 40-й и 42-й кд на приморском фланге были вынуждены отступить в район д. Семен и Кирент. 28 октября части Приморской армии начали отступление на юг. Организованного фронта обороны уже не существовало. Понесшие большие потери дивизии армии могли создавать отдельные очаги сопротивления. Э. фон Манштейн с целями отрезать Приморскую армию от Симферополя и Севастополя создал из различных немецких и румынских моторизованных частей 11-й армии моторизованную группу под командованием Циглера, которая должна была захватить Симферополь и повернув на запад отрезать части Приморской армии выйдя к морскому побережью. С фронта преследование осуществляли свежая 132-я и 50-я пд противника.
31 октября 1941 года 40-я кавалерийская дивизия переподчинённая Приморской армии, отходила к Симферополю и в этот день была в 35-40 км севернее города. Из-за перехвата противником 31 октября дороги Симферополь-Бахчисарай Приморская армия была вынуждена отходить в Севастополь через Алушту и далее по Приморскому шоссе. Передовые части противника начали разведку подступов к Севастополю с северного направления. Бригады морской пехоты, составлявшие костяк обороны Севастополя смогли продержаться до подхода по ялтинскому шоссе частей Приморской армии. В их составе была и 40-я кд. 6 ноября 1941 года 40-й и 42-й кавалерийским дивизиям на марше была задача занять оборону рубежа: Саватка — высота 302,8 — гора Самналых (578.4 м) на дальних подступах к Севастополю со стороны Байдарской долины. Примерно в те же дни задача 40-й кавалерийской дивизии была прикрывать дорогу через перевал Бечку (ныне Кабаний, между долиной Бельбека и Байдарской долиной) вместе с бойцами строительного батальона, занятого на строительстве Дальнего рубежа обороны и 262-м полком майора Г. А. Рубцова 184-й стрелковой дивизии.
К 8 ноябрю 1941 года 40-я кавалерийская дивизия вела оборону на передовых позициях вблизи деревни Биюк-Мускомья (ныне Широкое), после чего вынуждена была отступить к деревне Ворнутка. Далее отступила к селу Камары (ныне Оборонное). К исходу 9 ноября Приморская армия закончила сосредоточение войск в районе Севастополя. Сюда же и прибыла 40-я кавалерийская дивизия. С 10 ноября 1941 года командование сухопутными войсками в Севастополе было возложено на командующего Приморской армией генерал-майора И. Е. Петрова. Севастопольский оборонительный район был разделен на четыре сектора. Первый сектор ограничивался справа берегом моря, слева — разграничительной линией юго-восточная окраина Севастополя, высота 555,3. Комендантом сектора был бывший командир 2-й кавалерийской дивизии, с октября 1941 генерал-майор П. Г. Новиков. Обороняли сектор 383-й стрелковый полк, 42-я и 40-я кавалерийские дивизии; поддерживали 12 орудий береговых батарей Б-19, Б-18 и Б-35.

### Первый штурм Севастополя
11 ноября противник перешел в наступление. Особенно напряженными были бои на направлении главного удара противника в районе Варнутка — Кучук-Мускомья, где в боевом охранении находилась слабая по составу 40-я кавалерийская дивизия полковника Ф. Ф. Кудюрова. Подразделения дивизии в течение дня вели упорные оборонительные бои, отражая огнем атаки немцев. Однако под давлением превосходящих сил 72-й пд противника дивизия вынуждена была оставить Ворнутку и отойти на рубеж высот 471,7 и 508,1.
12 ноября 1941 года из-за больших потерь была расформирована 42-я кавалерийская дивизия, а её личным и конным составом доукомплектована 40-я кавалерийская дивизия, которая для переформирования была выведена в резерв. С 13 ноября 1941 года утра части 72-й пехотной дивизии немцев возобновили наступление в районе первого сектора на позиции 383-го стрелкового полка и 40-й кавалерийской дивизии. Два батальона немцев с 35 танками наступали вдоль Ялтинского шоссе и далее на высоту 440,8 и один батальон — вдоль горной дороги от деревни Кучук-Мускомья на деревня Кадыковка. Комендант сектора генерал-майор П. Г. Новиков направил на помощь батальону свой последний резерв — комендантский взвод и личный состав автороты. Помощь не смогла изменить положение. К исходу дня немцы овладели высотой 417,7, лесничеством, высотами 386,6 и 440,8, а часть сил 40-й кавалерийской дивизии, удерживавшая высоту 508,1, оказалась обойденной с флангов и окруженной. Утром 14 ноября 1941 года 383-й (командир подполковник П. Д. Ерофеев) и 514-й (командир подполковник И. Ф. Устинов) стрелковые полки, поддержанные полевой и береговой артиллерией, контратаковали на направлении главного удара противника и вернули высоты 386,6 и 440,8, что обеспечило выход из окружения подразделений 40-й кавалерийской дивизии.
Из воспоминание генерала И. Е. Петрова: «…утром на правом фланге 1-го сектора 40-я кавалерийская дивизия, 514-й стрелковый полк и левофланговые подразделения 383-го стрелкового полка при поддержке огня береговой и полевой артиллерии перешли в наступление и к 11 час. овладели высотами 386,6 и 440,8. Противник отошел к Кучук-Мускомья. Наши части продолжали наступление с целью овладеть рубежом: выc. 566,2 — выc. 471,1 — выc. 508,1 — южные скаты выc. 555,3. Враг оказывал упорное сопротивление, и на подступах к высотам завязались тяжелые бои. Во второй половине дня противник перешел в наступление в направлении выc. 386,6 и деревни Кадыковки и выбил наши войска с выc. 386,6. Разгорелся ожесточенный бой. Наши части контратакой к 17 час. снова овладели высотами 386,6, 482,2 и 440,8, но около 18 час. противник опять атаковал силами 105-го пехотного полка с танками и автоматчиками. Батальон школы НКВД, понесший большие потери, отошел к выc. 212,1 и Генуэзской башне, оставив выгодный рубеж, проходивший на большой высоте от уровня моря.»
16 ноября 1941 года на участке 40-й спешенной кавалерийской дивизии к 17.00 немецкий батальон овладел гребнем высоты 440,8. На левом фланге дивизия продолжала вести бой с полком немцев на прежних рубежах. 19 ноября 1941 года 40-я кавалерийская дивизия была выведена в резерв. К концу ноября 1941 года 40-я кавалерийская дивизия находилась в резерве и дислоцировалась у деревни Любимовка, обороняя позиции вместе с 90-м сп 95-й сд и частями 345-й сд.

### Второй штурм Севастополя
17 декабря 1941 года 40-я кавалерийская дивизия на основании приказа командарма, сосредоточилась в районе 2 км восточнее высоты 133.3, с задачей в направлении высоты Азис-Оба уничтожить прорвавшегося противника и восстановить передний край 8-й бригады морской пехоты. В 9:00 дивизия в составе 600 сабель 4 станковых пулеметов и 2 противотанковых орудий и в 11 ч. 30 мин прибыли в район действий 8-й бригады. Представленный фрагмент журнала боевых действий имеет противоречия. С одной стороны в 12 часов 40 кавалерийская дивизия находится в 2 км восточнее высоты 133.3, с другой, в 11ч. 30 мин находится в районе боевых действий 8-й бригады. Документ составлялся уже в январе 1942 и имеет большие неточности. К 20 часам того же дня 40 кавалерийская дивизия численностью чуть меньше батальона прибыла в район деревни Бельбек.
Потрёпанные части 8-й бригады, накануне отошли на линию Главного рубежа, в район высоты 133.3. Противника сдержали дзоты, построенные на линии Главного рубежа. Из журнала боевых действий 40-й кавалерийской дивизии «Комендант 4-го сектора г-м Воробьев в связи с малочисленностью 40 кавалерийской дивизии дал приказ привести в порядок части 8-й бригады, и кроме того выдвинуть на участок правее 8-й бригады, на смену 40 кавалерийской дивизии совершенно свежий, только что выгрузившийся в порту 773-й СП». 8-я бригада морской пехоты, приводившая в порядок остатки 2-го и 3-го батальонов в тылу (в районе высоты 133.3), на позиции выйти не успела и заняла позиции в 2 км позади 40-й кавалерийской дивизии. Подходящий 773-й полк 388-й СД должен был занять позиции на правом фланге, между дорогой по плато и Симферопольским шоссе, атакуя противника в направлении окруженного 241-го полка, но тоже опоздал. 40-я кавалерийская дивизия, осталась один на один с немцами, имея при этом наличный состав менее штатного стрелкового батальона. 154-й кп растянулся до долины Бельбека, а 149-й кп закрыл брешь в обороне до 4-го батальона 8-й бригады морской пехоты. То есть дивизия атаковала не всем своим составом, а лишь одним полком, численностью не более 250 сабель. Остальные полки дивизии закрывали фронт, ранее занимаемый бригадой, а и то не полностью.
К 6 часам 151-й полк 40 кавалерийской дивизии атаковал, но в 6:30 началась артподготовка немецких войск и встречное наступление немецкой 22-й пд. Завязался неравный встречный бой. Поначалу контратака спешенных конников имела успех, но потери были исключительно велики. Удалось продвинуться на 500 м, но дальше двигаться было невозможно. Бойцы залегли. В контратаке был убит командир 151-го кавалерийского полка 40-й кавалерийской дивизии майор Н. А. Обыденный. Его заменил капитан П. И. Сыров. Противник попытался просочиться на правом фланге дивизии, в ходе контратаки пропал без вести командир 154-го кп подполковник А. К. Макаренко. В 10 часов атаку 40-й кавалерийской дивизии была поддержана авиацией СОР, штурмуя боевые порядки немецких войск сначала 10 истребителями, а затем 6-ю Ил-2, что ненадолго задержало противника. Тяжелый бой шел на дороге. Кубанские казаки старших возрастов, ставшие пехотой, дрались отчаянно, но атаковать противника, который был больше их по численности, они не смогли.
Из-за опоздания 773-го СП На правом фланге 40-й кавалерийской дивизии зияла брешь. Немецкий 3-й батальон 16-го пехотного полка к 12 часам достиг восточных скатов отметки 133.3. Командование сектора пожертвовало последними резервами: ротой охраны штаба 8-й бригады морской пехоты и разведротой 90-го стрелкового полка. Противник, поддерживаемый штурмовыми орудиями, прорывал оборону 8-й бригады. О контратаке на курган Азис-оба речь уже не шла. К вечеру 18 декабря 1941 года 8-я бригада и приданные ей части занимали следующие позиции: остатки 773-го полка на скатах высоты 133.3 вдоль дороги, 40-я кавалерийская дивизия — обратные скаты высоты 133.3 до противотанкового рва над деревней Бельбек, далее оборону занимали остатки 8-й бригады.
19 декабря 1941 года. В районе высоты 133.3 и дороги занимала позиции 40-я кавалерийская дивизия, далее, до Симферопольского шоссе занял позиции сводный батальон 773-го полка, численностью около 700 человек. Интенсивность атак 22-й дивизии на участке 8-й бригады несколько снизилась. Противник атаковал в районе правого фланга 2-го сводного батальона и участка 40-й кавалерийской дивизии, то есть по дороге, ведущей к высоте 133.3. Но и здесь немецкие войска атаковали меньшими силами. Тем не менее 40-й кавалерийской дивизии пришлось достаточно трудно. Малочисленному 154-му кавполку были подчинены остатки 773-го полка, но сил по-прежнему не хватало. В Журнале боевых действий есть фраза: «Разбежавшихся бойцов 773-го полка собрать не удалось, несмотря на ряд серьёзных мероприятий». Есть и ещё одна фраза «Части 8-й бригады при малейшем нажиме противника бежали, открывая проходы противнику для внедрения в оборону…». Кавалеристы держались до последнего. По состоянию на 19.12.1941 года в 149-м кп оставалось 80 сабель, в 151-м кп 90 сабель, в 154-м, который понес потери ещё во время первого штурма, около 100 сабель. Нажим по плато Кара-Тау чуть снизился, так как противник, посчитав сопротивление советских войск сломленным, перегруппировал резервы, и атаковал, в основном, вдоль долины Бельбека вдоль железной дороги и шоссе Симферополь-Севастополь.
20 декабря 1941 года на участке 8-й бригады морской пехоты ситуация продолжала оставаться крайне сложной. 40-я кавалерийская дивизия продолжала удерживать район дороги по плато. Дивизия к этому времени представляла собой усиленную роту. Погибли два командира полка, все командиры эскадронов. Влитые в её состав остатки 773-го полка, насчитывали не более 300 человек. Командовал остатками 773-го сп майор Леонов, погибший спустя сутки, при отражении атаки противника. 8-я бригада морской пехоты к этому времени состояла из двух сводных батальонов, общей численностью около 1200 человек.
В 13:30 40-я кавалерийская дивизия провела контратаку в результате которой смогла захватить два пулемета и противотанковое оружие. В тот же день в штабе 40-й кавалерийской дивизии была принята телефонограмма генерал-майора Петрова: «Сдерживать, сколько можно. Использовать выгодные рубежи. Утром 21-го ожидайте поддержку. Пока помогу самолётами». Из-за отвода 1-го сводного батальона открылся фланг 40-й кавалерийской дивизии, чем воспользовались немцы. 40-я кавалерийская дивизия вынуждена была отойти на рубеж оврага Барак, установив локтевую связь с 90-м сп. Впоследствии батальон Сметанина был выдвинут вперед с тем, чтобы занять оборону по оврагу Барак, где к этому времени находилось подразделение 90-го стрелкового полка. Ещё сутки удалось продержаться.
21 декабря противник выбился из графика, не успевая закончить свой выход к Северной бухте к установленному сроку и яростно атаковал весь день. Наиболее ожесточенные бои развернулись за высоту 192,0 м, которая в течение дня четыре раза переходила из рук в руки, но в конечном итоге осталась за немцами. 388-я стрелковая дивизия потеряла в этих боях до половины личного состава, а 40-я кавалерийская — своего командира полковника Ф. Ф. Кудюрова, который был убит снарядом штурмового орудия в тот момент, когда он сам встал к противотанковой пушке.
Если сравнивать советские и немецкие документы, то можно сделать вывод о том, что главный удар наносился не на позиции 8-й бригады, а вновь по боевым порядкам 40-й кавалерийской дивизии. В журнале боевых действий 40 кавалерийской дивизии эти события описаны так: «21.12.41. Противник в течение ночи произвел перегруппировку, и с рассветом начал исключительно интенсивное воздействие против значительно ослабленного фланга дивизии на участке 149-го полка. Командование 4-го сектора, зная об исключительно тяжелом положении, ничего не сделало для того, чтобы её подкрепить, тем самым усилив оборону».
До 16 часов 30 минут противник предпринял 3 атаки на позиции дивизии, но кавалеристы удержали свои позиции. Основную роль в этом сыграл 1-й дивизион 953-го полка (388-й СД), приданный 4-му сектору. Прорыв произошел в 16 ч. 30 минут, когда две роты 16-го немецкого пехотного полка, при поддержке 5 штурмовых орудий предприняли 4-ю атаку. К этому времени связь была полностью нарушена и остатки 149-го кавполка остались без поддержки артиллерии. 5 штурмовых орудий противника, при поддержке двух взводов 16-го пехотного полка прорвались на стыке 154-го и 149-го кавполков, и вышли к командному пункту 149-го КП, расстреляв его из орудий прямой наводкой. Погиб почти весь штаб во главе с подполковником Л. Г. Кулижским. После этого остатки полка, численностью около 50 человек отошели на 500 м вниз по балке, в долину Бельбека.
В ночь на 23 декабря 1941 года 90-й стрелковый полк, 8-я бригада морской пехоты и остатки 40-й кавалерийской дивизии заняли новый рубеж. Линия фронта сектора сократилась, что позволило вывести в резерв или для переформирования некоторые части. Дивизия, с подчиненными ей остатками 773-го полка отводилась в район казарм за высотой 104.5. Минометный дивизион дивизии все это время находившийся в районе Молочных дач (хутор Отрадный), был переброшен на станцию Мекензиевы горы. Он имел в своем составе всего 54 человека, при трех 50 мм минометах.
Из журнала боевых действий 40 кавалерийской дивизии: «…в связи с тем, что ни 90-й, ни 241-й СП вовремя не заняли указанный им чрезвычайно важный рубеж в районе выс. 49.0 (104.5) и, фактически, оставили открытым противнику проход со стороны деревни Бельбек на станцию Мекензиевы горы и Инкерман, комдив по собственной инициативе, был вынужден выбросить остатки дивизии для занятия оборонительного рубежа…». Остатки дивизии насчитывали в своем составе всего 140 человек. Приказ на занятие рубежа был отдан старшим лейтенантом Бобриковым, исполнявшим обязанности командира 149-го кавполка, и погибшего сутки спустя. 26 декабря 1941 года после отхода 40-й кавалерийской дивизии и 8-й бригады морской пехоты образовалась брешь в обороне. Чтобы не допустить прорыва, советской артиллерией и кораблями был открыт заградительный огонь.
28 декабря 1941 года по дороге на совхоз им. С. Перовской атаковали два немецких батальона, при поддержке 5 штурмовых орудий, одновременно ещё два батальона атаковали позиции 30-й батареи с фронта. Фронтальную атаку бойцы 90-го стрелкового полка (командир майор Т. Д. Белюга) отбили. 1-й батальон (командир — капитан И. Ф. Когарлыцкий) 90-го полка свои позиции удержал. Сложнее пришлось на правом фланге, районе казарменного городка 30-й батареи. Здесь оборонялись 3-й батальон полка (командир лейтенант П. П. Изюмов), в который влили 27 бойцов — остаток 241-го полка, и бойцы 40-й кавалерийской дивизии подполковника В. И. Затылкина и военкома полкового комиссара И. И. Карповича. В ходе боев 28 декабря командир и комиссар дивизии были ранены, а из всего личного состава остались в строю всего 235 бойцов и командиров. К исходу дня все её подразделения были сведены в один отряд, который возглавил майор Р. Д. Иванычев. К 15 часам 40-я кавалерийская дивизия была вынуждена отойти, оставив казарменный городок 30-й батареи. Остатки кавалеристов заняли позиции на высоте 42,7, небольшой возвышенности рядом с дорогой, 700 м южнее КП батареи. Эта высота, усиленная пятью сборными дотами, и КП батареи стали опорными пунктами обороны.
Г. И. Ванеев пишет: "Храбро сражались бойцы и командиры 40-й кавалерийской дивизии под командованием подполковника В. И. Затылкина и военкома полкового комиссара И. И. Карповича. В жестоких боях и без того малочисленная дивизия понесла большие потери. К исходу дня все ее подразделения были сведены в один отряд, который возглавил майор Р. Д. Иванычев. Не сдержав натиска, остатки 40-й кавалерийской дивизии отошли и заняли оборону на восточных скатах высоты 42,7"
Отход 40-й кавалерийской дивизии был вынужденным. Не удержался сосед справа: 1165-й полк (командир майор Н. Л. Петров) 345-й стрелковой дивизии. Отход этого полка оголил и фланг соседнего 1163-го полка. Противник прорвался на станцию Мекензиевы горы, а далее продвинуться не смог. Местность простреливалась советской артиллерией, плотный заградительный огонь которой не допустила продвижения противника. Одновременно с была задействована авиация. 14 Ил-2 в сопровождении 16 И-16 штурмовали немецкие части в районе Мекензиевых гор.

### Оборонительные бои 1942 года
В связи с началом Керченско-феодосийской десантной операции немецкий нажим на Севастополь временно ослаб. К 5 января 1942 года в связи с огромными потерями были выведены из строя 8-я бр морской пехоты, 2-й полк морской пехоты, 40-я кавалерийская дивизия и 241-й сп. К 11 февраля 1942 года дивизия находилась в резерве армии. К 27 февраля 1942 года в районе станции Мекензиевы горы и Сухарной балки. Из воспоминаний Воронцова. «После 23 февраля нашу дивизию начали срочно формировать из всех родов войск. Были и пехотинцы и минометчики и кавалеристы и, наверное, даже моряки… Приказ срочно перебраться на Сухарную балку (из Молочной фермы, с конями) на вторую линию обороны, или как говорят, эшелон. Расположились наши кавэкадроны на склоне сопки (горы) недалеко от железнодорожного полотна, в метрах 50-70 м недалеко от железнодорожной тоннели».
3 марта 1942 года немецкая 24-я пехотная дивизия попыталась атаковать со стороны хутора Мекензия, но неудачно. Части 132-й и 50-й ПД, наступавшие со стороны Камышловского оврага, в ночном бою захватили отметку 115.7, выбив с неё части 287-го полка. Ещё накануне, 79-я бригада была вынуждена оставить скаты отметку 100.0. Резервов в секторе уже не было. Чтобы спасти положение, командование СОР бросило в бой армейский резерв: два полка 40-й кавалерийской дивизии, которым удалось прорваться по дороге мимо отметки 115.7. В этой атаке кавалеристов поддерживали бойцы 1165-го полка. Успех был временным, противник, подтянув артиллерию и подкрепления, вновь закрыл дорогу. Введя в бой ещё один кавполк той же дивизии, командование попыталось вновь захватить отметку 115,7, но безуспешно. Части 40-й кавалерийской дивизии попали в ловушку. Резервов для деблокирования частей было мало. В резерве находились бронеэскадрон, минометный и артдивизион 40 кавалерийской дивизии, 154-й кавполк.
Из воспоминаний В. Макаренко: «Нашей дивизией в марте 1942 г. командовал полковник Затылкин, говорили он из моряков, но форма у него была сухопутная. На коне не держался, но командовал лихо. … ночью, из казарм на Мекензиевых горах, на рысях, ушли два полка 149-й, майора Гирина и 151-й подполковника Гамзина. А следующей ночью и нас подняли в стремена. Вел нас политрук Антон Дружина, наш командир, майор Устинов в это время находился в штабе…Совершив стремительны марш, мы с ходу ударили вдоль лесной просеки на врага. Противник бежал, но, отступив на опушку леса он открыл ураганный огонь. Мы вынуждены были спешиться и, отведя лошадей, залечь. Дальше помню, что нас бросали с одного участка на другой, закрывая лесные дороги просеки, потом вернули в казармы, но не в свои, в Инкерманские.».
3 марта Части СОР перешли к обороне. В этот день перешли к обороне и войска Крымского фронта. 25 марта 1942 года на основании приказа командующего войсками Крыма И. Е. Петров отдал приказ за № 0027, которым была расформирована 40-я кавалерийская дивизия. По документам Генерального штаба расформирована в апреле 1942 года.
Минометный дивизион был передан 345-й СД, 55-й бронетанковый эскадрон 81-му танковому батальону, артпарк был передан в дивизии ПА, зенитный дивизион в 26-й ОЗАД.
7 апреля 1942 года из состава понёсшей большие потери 40-й кавалерийской дивизии в 81-й отдельного танкового батальона «была передана бронерота в составе 7 танков и 7 бронемашин». 
17 апреля 1942 года идущий из Севастополя в Новороссийск транспорт «Сванетия» который перевозил документы дивизии под прикрытием эсминца «Бдительный» был атакована немецкой авиацией. На «Сванетии» было 221 раненый, 358 человек из состава расформированной 40-й кд и 99 пассажиров. В транспорт попало 2 торпеды. В 16:20 «Сванетия» затонула. Было спасено 143 человек, из который 17 умерло.
Период нахождения дивизии в составе действующей армии: 19 августа 1941 — 27 апреля 1942 года .

## В составе[2]
| На дату                 | Фронт | Армия                  | Корпус |
| 20.08.1941 — 01.09.1941 |       | 51-я армия (отдельная) |        |
| 01.09.1941 — 23.10.1941 |       | Войска Крыма           |        |
| 23.10.1941 — 05.04.1942 |       | Приморская армия       |        |
| ----------------------- | ----- | ---------------------- | ------ |

## Командование[2]
Командир дивизии:
- полковник Ф. Ф. Кудюров 26.07.1941 — 21.12.1941[10]
- подполковник, с 22.2.1942 полковник В. И. Затылкин 31.12.1941 — 28.04.1942

Военный комиссар:
- полковой комиссар И. И. Карпович 01.08.1941 — 28.04.1942

Начальник штаба:
- подполковник, полковник И. С. Стройло 26.07.1941 — 31.03.1942

## Состав
Состав с изменениями (дивизия приняла части 42-й кд)
- Управление дивизии,
- 149-й кавалерийский полк, подполковник Л. Г. Калужский 01.08.1941 — 21.12.1941
- 151-й кавалерийский полк, майор Н. А. Обыденный 26.11.1941 — 18.12.1941
- 147-й кавалерийский полк (до 10.12.1941), полковник Собакин 01.08.1941 — 07.11.1941
- 154-й кавалерийский полк (с 13.11.1941), подполковник А. К. Макаренко 07.11.1941 — 22.12.1941
- 1 кад,
- 175 озад,
- миномётный дивизион (с 15.2.1942),
- 1 конно-артиллерийский дивизион,
- 55-й бронетанковый эскадрон,
- 28-й опэс,
- 3-й медсанвзв,
- 40 оэхз,
- заградэск (с 17.9.1941),
- 26 продтр,
- 213-й дивизионный ветлазарет,
- 886 (1474) ппс,
- 977 (701) пкг

## Память
Именем погибшего на передовой командира дивизии Ф. Ф. Курдюкова была названа улица в Нахимовском районе города Севастополь расположеная между улицами Седова и Циолковского.